# Leucania metalampra
Leucania metalampra là một loài bướm đêm trong họ Noctuidae.